# Hongmoyida
Hongmoyida (kinesiska: 红莫依达乡, 红莫依达) är en socken i Kina. Den ligger i provinsen Sichuan, i den sydvästra delen av landet, omkring 350 kilometer sydväst om provinshuvudstaden Chengdu. Antalet invånare är 1 573. Befolkningen består av 749 kvinnor och 824 män. Barn under 15 år utgör 38 %, vuxna 15-64 år 56 %, och äldre över 65 år 4,0 %.
Genomsnittlig årsnederbörd är 1 233 millimeter. Den regnigaste månaden är juli, med i genomsnitt 279 mm nederbörd, och den torraste är januari, med 6 mm nederbörd.